# 原田隼人
原田 隼人（はらだ はやと、1989年4月28日 - ）は、日本の俳優。東京都出身。
身長169cm。体重68kg。血液型はO型。ジェイ・クリップ所属。ワタナベエンターテインメントカレッジ卒業。

## 出演

### テレビ
- CO 移植コーディネーター（2011年、WOWOW） - 刑事 役
- 土曜ワイド劇場（テレビ朝日）
  - 「100の資格を持つ女〜ふたりのバツイチ殺人捜査〜 5」（2011年） - 鑑識 役
- 鍵のない夢を見る（2013年、WOWOW）
- ウルトラマンX（2015年、テレビ東京） - 三日月マモル 役
- 新ウルトラマン列伝（2016年、テレビ東京） - 三日月マモル 役
- 相棒
  - （2023年） - 「ハートテーブル」職員 役
  - （2024年） - 上野保 役
- ミス・ターゲット 第3話（2024年5月5日、朝日放送・テレビ朝日） - 佐藤 役[3]

### 映画
- カイジ2 人生奪回ゲーム（2011年、東宝） - 違法カジノの客 役
- 青天の霹靂（2014年、東宝）
- 劇場版 ウルトラマンX きたぞ!われらのウルトラマン（2016年、松竹メディア事業部） - 三日月マモル 役

### webドラマ
- ドクターY〜外科医・加地秀樹〜（2016年、auビデオパス・テレ朝動画） - 尾藤大 役

### 舞台
- 聖なるかな
- イワーノフ（2013年）

### CM
- 日本香堂
- ジョンソン・エンド・ジョンソン ワンデー アキュビュー
- テレビ東京ビジネスオンデマンド
- 日本ヒューレット・パッカード
- アコム（2014年 - ）

### VP
- 日経アカデミックハラスメント
- 日経パワーハラスメント